# Birpur
Birpur là một thành phố và là một khu vực quy hoạch (notified area) của quận Supaul thuộc bang Bihar, Ấn Độ.

## Địa lý
Birpur có vị trí 25°32′B 83°51′Đ / 25,53°B 83,85°Đ Nó có độ cao trung bình là 54 mét (177 foot).

## Nhân khẩu
Theo điều tra dân số năm 2001 của Ấn Độ, Birpur có dân số 17.730 người. Phái nam chiếm 54% tổng số dân và phái nữ chiếm 46%. Birpur có tỷ lệ 56% biết đọc biết viết, thấp hơn tỷ lệ trung bình toàn quốc là 59,5%: tỷ lệ cho phái nam là 65%, và tỷ lệ cho phái nữ là 46%. Tại Birpur, 15% dân số nhỏ hơn 6 tuổi.